# Z88DK
Z88DK var från början en Small-C-kompilator för Z88 men den har nu utvecklat vidare för att bli en generell korskompilator för en mängd Z80-baserade datorer som till exempel ZX Spectrum, ABC80, CP/M, Jupiter Ace, Sprinter och REX 6000.